# Boniface Alexandre
Boniface Alexandre, född 31 juli 1936 i Ganthier på sydöstra Haiti, död 4 augusti 2023 i Port-au-Prince, var president på Haiti 29 februari 2004–14 maj 2006.